# The Hindenburg (film)

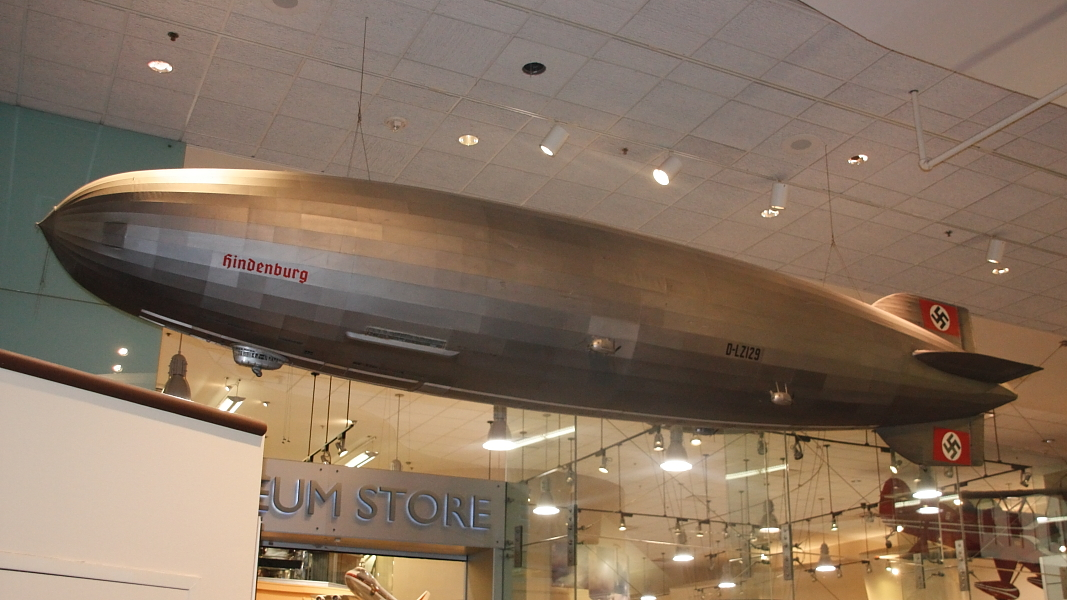
Model van de Hindenburg die in de film is gebruikt

The Hindenburg is een Amerikaanse historische rampenfilm uit 1975 onder regie van Robert Wise. Het verhaal gaat over de ramp met de Duitse zeppelin Hindenburg in 1937 in New Jersey. Het is niet gebaseerd op de feiten, maar op de plot van Michael M. Mooneys gelijknamige boek.
The Hindenburg werd genomineerd voor de Oscars voor beste cinematografie, beste geluid en beste art-directie. Tijdens de uitreiking kreeg Peter Berkos daadwerkelijk een Special Achievement Award toegekend voor de geluidseffecten.

## Verhaal
De Amerikaanse geheim agent Franz Ritter (George C. Scott) reist met de Hindenburg mee om een belangrijke tegenstander van het naziregime te beschermen. Adolf Hitler wil van deze tegenstander af en schakelt een Gestapo-agent in om de zeppelin op te blazen, zodat het net lijkt alsof het een ongeluk is.
De gehele film is een whodunnit waarbij Ritter probeert te achterhalen wie de verrader onder de passagiers is. Op het einde ontmaskert Ritter de verrader, maar hij kan niet voorkomen dat de zeppelin explodeert. Hierbij komen zowel Ritter, de agent, als de politicus om het leven.

## Bijzonderheden
De film werd gemaakt in de jaren zeventig tijdens de hoogtijdagen van de rampenfilm. De productie wijkt van zijn genregenoten af doordat de film gebaseerd is op ware gebeurtenissen en omdat de daadwerkelijke ramp plaatsvindt in de laatste tien minuten van de film. Tot die tijd speelt het verhaal zich af als een spionagethriller.
De plot van de film komt niet helemaal overeen met de werkelijkheid. In de film komt de zeppelin door sabotage tot ontploffing, maar in werkelijkheid werd de explosie veroorzaakt door statische elektriciteit.
Regisseur Wise gebruikte voor de exterieurshots van de brandende zeppelin echte journaalbeelden. Deze beelden werden afgewisseld met interieurshots, waarbij de passagiers door een brandend decor renden. Omdat de journaalbeelden in zwart-wit waren, moesten ook de interieurscènes in zwart-wit geschoten worden. De rest van de film is in kleur. Tijdens de rampscène in de laatste tien minuten schakelt de film over in zwart-wit.

## Rolverdeling
| Acteur               | Personage              |
| -------------------- | ---------------------- |
| George C. Scott      | Kolonel Franz Ritter   |
| Anne Bancroft        | Gravin Ursula          |
| William Atherton     | Boerth                 |
| Roy Thinnes          | Martin Vogel           |
| Gig Young            | Edward Douglas         |
| Burgess Meredith     | Emilio Pajetta         |
| Charles Durning      | Kapitein Pruss         |
| Richard Dysart       | Kapitein Lehman        |
| Robert Clary         | Joe Spahn              |
| Rene Auberjonois     | Majoor Napier          |
| Peter Donat          | Reed Channing          |
| Alan Oppenheimer     | Albert Breslau         |
| Katherine Helmond    | Mildred Breslau        |
| Joanna Moore         | Mevrouw Channing       |
| Stephen Elliott      | Kapitein Fellows       |
| Joyce Davis          | Eleanore Ritter        |
| Jean Rasey           | Valerie Breslau        |
| Ted Gehring          | Knorr                  |
| Lisa Pera            | Freda Halle            |
| Joe Di Reda          | Schulz                 |
| Peter Canon          | Ludecke                |
| Charles Macaulay     | Hirsch                 |
| Rex Holman           | Dimmler                |
| Jan Merlin           | Speck                  |
| Betsy Jones-Moreland | Stewardess Imhoff      |
| Colby Chester        | Eliot Howell III       |
| Teno Pollick         | Frankel                |
| Curt Lowens          | Felber                 |
| Kip Niven            | Luitenant Truscott     |
| Michael Richardson   | Rigger Neuhaus         |
| Herbert Nelson       | Dokter Eckener         |
| Greg Mullavey        | Morrison               |
| Val Bisoglio         | Luitenant A. Lombardi  |
| David Mauro          | Joseph Goebbels        |
| Joe Turkel           | NYPD-Rechercheur Moore |
| Sandy Ward           | Rechercheur Grunberger |
| Norman Alden         | NYPD-Rechercheur Baker |
| Ruth Kobart          | Hattie                 |
| Johnny Lee           | Paul Breslau           |
| Stephen Manley       | Peter Breslau          |
| Larry Moran          | Helmut                 |
| Ruth Schudson        | Kathie Rauch           |